# Marthésie

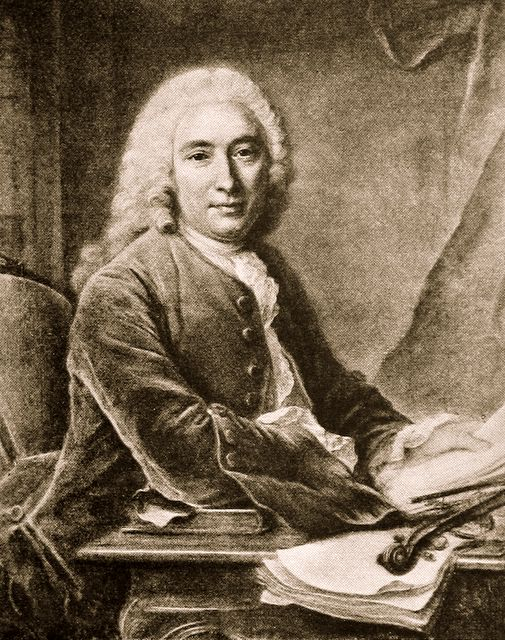
André Cardinal Destouches

Marthésie, première reine des Amazones (Marthesia, Amazonernas första drottning) är en opera med musik av den franske tonsättaren André Cardinal Destouches. Den hade premiär den 11 oktober 1699 på Slottet i Fontainebleau. Operan är i form av en tragédie en musique i en prolog och fem akter. Librettot skrevs av Antoine Houdar de la Motte.